# Danuviella
Danuviella is een geslacht van vliesvleugeligen uit de familie Eulophidae. De wetenschappelijke naam van dit geslacht is voor het eerst geldig gepubliceerd in 1958 door Erdös.

## Soorten
Het geslacht Danuviella is monotypisch en omvat slechts de volgende soort:
- Danuviella subplana Erdös, 1958